# Aleksandr Gintsburg
Aleksandr Gintsburg (russisk: Алекса́ндр Ильи́ч Ги́нцбург) (født 1. marts 1907 i Rogatjov i det Russiske Kejserrige, død 10. marts 1972 i Moskva i Sovjetunionen) var en sovjetisk filminstruktør.

## Filmografi
- Ingeniør Garins dødsstråle (Гиперболоид инженера Гарина, 1965)[1][2]